# 黃韑
黃韑（1566年—？年），又作黃煒、黃緯，字昭質，號縝軒，四川順慶府南充縣人，明朝政治人物。

## 生平
丙寅九月二十六日生。治《易經》三房，萬曆十年（1582年）中式壬午科四川鄉試舉人。萬曆二十年壬辰科第二甲第二十四名進士。授兵部主事，升员外郎，二十五年与编修劉曰寧担任丁酉福建鄉試主考，升署郎中，二十七年三月升河南右参议，分守汝南道（信陽兵备），二十八年八月以原官兼佥事，分巡汝南整饬信陽兵备，累升河南按察使，三十四年九月調補山東按察使。

## 家族
曾祖黃銑、祖黃中、父黃子元。兄黄辉，少詹事。